# New Baltimore (CDP, New York)
Pour les articles homonymes, voir New Baltimore (homonymie).
New Baltimore est une census-designated place du comté de Greene, dans l'État de New York, aux États-Unis,. En 2020, elle compte une population de 545 habitants.